# Gerd Baltus
Gerd Baltus, született Gerhard Baltus (Bréma, 1932. március 29. – Hamburg, 2019. december 13.) német színész.

## Fontosabb filmjei
Mozifilmek
- Wälsungenblut (1965)
- Ich suche einen Mann (1966)
- Bonditis (1967)
- Ein ganz perfektes Ehepaar (1974)
- Die Einsteiger (1985)

Tv-filmek
- Der Tod läuft hinterher (1967)
- A hős (Der Held) (1972)
- Halál a Temzén (Tod auf der Themse) (1973)
- Der Hausmeister (1973)
- Kötél a nyakon (Der Strick um den Hals) (1975)
- Tavaszi kankalin (Himmelsschlüssel) (1991)

Tv-sorozatok
- A felügyelő (Der Kommissar) (1969–1974, négy epizódban)
- PS - Geschichten ums Auto (1975–1976, nyolc epizódban)
- Tetthely (Tatort) (1976–2006, hat epizódban)
- Derrick (1977–1994, kilenc epizódban)
- Az Öreg (Der Alte) (1978–1997, kilenc epizódban)
- Mint te vagy én (Leute wie du und ich) (1981–1984, négy epizódban)
- Két férfi, egy eset (Ein Fall für zwei) (1982–1996, három epizódban)
- Álomhajó (Das Traumschiff) (1982–1993, három epizódban)
- A klinika (Die Schwarzwaldklinik) (1986, egy epizódban)
- Ördög nagymama (Teufels Großmutter) (1986, 12 epizódban)
- Testestől lelkestől (Mit Leib und Seele) (1989–1992, 16 epizódban)
- Specht tanár úr (Unser Lehrer Doktor Specht) (1996, 13 epizódban)
- Ein Bayer auf Rügen (1993–1997, 45 epizódban)